# Le Plus Beau Métier du monde
Pour plus de détails, voir Fiche technique et Distribution.
Le Plus Beau Métier du monde est un film français réalisé par Gérard Lauzier sorti en 1996.

## Synopsis
Laurent Monier est professeur agrégé d'histoire au lycée Fénelon d'Annecy. Le jour de ses 40 ans, il rentre dans son appartement plongé dans le noir ; il ignore que sa femme, ses enfants, sa belle-mère et ses amis sont en réalité dissimulés dans l'obscurité, n'attendant que le bon moment pour lui faire une surprise. Mais avant que son épouse n'ait pu rallumer la lumière, Monier décroche le téléphone et se croyant seul, bavarde avec l'appelant que l'on devine être sa maîtresse. Hélène, sa femme, rallume alors la lumière et s'enfuit dans sa chambre, alors même que leur jeune fils enclenche innocemment une cassette audio diffusant une chanson de joyeux anniversaire.
Monier découvre le désastre sous l'œil narquois de son inénarrable belle-mère et de ses amis, qui ne savent plus où se mettre. Le couple divorce. Hélène étant nommée dans un lycée parisien, Laurent demande également sa mutation afin de rester près de ses enfants. Il se retrouve au collège Serge-Gainsbourg à Saint-Denis, établissement dit « sensible ». Dans ce collège, on l'affecte à la classe réputée la plus dissipée et indisciplinée de l'établissement, la 4e Techno (Quatrième technologique). L'appartement de fonction qui lui est alloué, auparavant occupé par un professeur dépressif, se trouve dans la Cité des mûriers, considérée comme la plus dure et violente des environs.
Le professeur va découvrir une classe et un voisinage très différents de ceux qu'il connaissait à Annecy, et où coexistent avec quelques enfants travailleurs, plusieurs brutes qui terrorisent la cité et entendent imposer leurs lois. Entre les deux, quelques enfants qui se cherchent, davantage chahuteurs que vraiment mauvais, mais coincés dans un milieu désastreux.

## Fiche technique
- Titre : Le plus beau métier du monde
- Titre international : The Best Job in the World
- Réalisateur : Gérard Lauzier
- Musique : Vladimir Cosma
- Scénario : Gérard Lauzier
- Photographie : Jean-Yves Le Mener
- Décorateur : Christian Marti
- Costume : Marpessa Dijan
- Producteurs : Jean-Louis Livi, Joëlle Bellon et Bernard Marescot
- Sociétés de production : Film par Film - TF1 Films Productions - Capricorne Production - Cofimage 7 - Studiocanal - Orly Films - Prima Film - SEDIF Productions
- Distributeur : AMLF
- Pays de production :  France
- Langue : français
- Genre : comédie
- Durée : 105 minutes
- Date de sortie : 
  - France : 11 décembre 1996
  - États-Unis : 28 mars 1997
- Budget : 9,9 millions d'euros[1]
- Box-office France : 2 269 925 entrées

## Distribution

### Professeurs
- Gérard Depardieu : Laurent Monier, le professeur d'histoire-géographie
- Souad Amidou : Radia Ben Saïd, la professeur de français
- Vincent Solignac : Rivet, l'autre professeur d'histoire-géographie

### Élèves
- Prisca Songo : Malou Keita, la bonne élève de la 4e techno, voisine de Laurent
- Ouassini Embarek : Mouloud, un élève de la 4e techno
- Jean-Valéry Pascal : Manu, un élève de la 4e techno
- Laurent Jaubert : Aziz Raouch, le mauvais élève de la 4e techno, frère du caïd

### Parents d'élève
- Beata Nilska : Mme Nothereau
- Irène Tassembédo : Mme Keita, la mère de Malou
- Tassadit Mandi : La mère de Mouloud
- Salah Teskouk : Père de Mouloud

### Direction lycée
- Guy Marchand : M. Gauthier, le principal
- Ticky Holgado : M. Baudouin, le conseiller principal d'éducation

### Famille Laurent Monier
- Michèle Laroque : Hélène Monier, la femme de Laurent
- Élodie Fontan : Fanny Monier, la fille aînée de Laurent et Hélène
- Damien Lambert : Victor Monnier, le fils cadet de Laurent et Hélène
- Françoise Christophe : Mme Davant, la mère d'Hélène

### Cité des Muriers
- Philippe Khorsand : le gardien de l'immeuble
- Daniel Prévost : Albert Constantini, le voisin raciste
- Edouard Calippe : le petit frère de Malou qui prend le réveil à Laurent
- Roschdy Zem : Ahmed Raouch, le caïd
- Mouss Diouf : Momo, un acolyte du caïd
- Faisal Attia : Nacir, un acolyte du caïd

### Autres
- Daniel Berlioux : un collègue de Laurent dans le lycée Fénelon d'Annecy
- Francis Lemaire : le principal du lycée Fénelon d'Annecy
- Jean-Luc Porraz : M. Coulomb, l'inspecteur d'académie
- Michel Peyrelon : le commissaire
- Kamel Cherif : l'intégriste barbu

## Autour du film
- Le film a été tourné entre le 2 novembre et le 19 décembre 1995[2].
- Premier long métrage d'Élodie Fontan, âgée de 8 ans à l'époque.
- Le film aborde sous un angle tragi-comique deux problèmes d'actualité : le divorce et l'éducation en zone sensible (élèves difficiles, dépression des professeurs, racket et violence au quotidien, précarité, manque de repères).
- Si une partie de l'action se passe à Saint-Denis en Seine-Saint-Denis, le tournage a eu lieu dans la ville voisine d'Épinay-sur-Seine ainsi qu'à Stains ; on y voit également la gare RER C d'Épinay. La cité sensible où Laurent va résider, la Cité des Mûriers, est en réalité la Cité du clos Saint-Lazare à Stains. Les scènes vues au collège "Serge-Gainsbourg" sont tournées au Collège Pierre-de-Geyter de Saint-Denis[3].
- Plusieurs acteurs comme Mouss Diouf, Laurent Joubert (Aziz), Stéphanie Joubert (Latifa une des élèves de la quatrième techno), Francis Lemaire et William Miale (le frère de Malou) avaient déjà joué aux côtés de Gérard Depardieu dans le film Les Anges gardiens.